# Sudbury Town (London Underground)

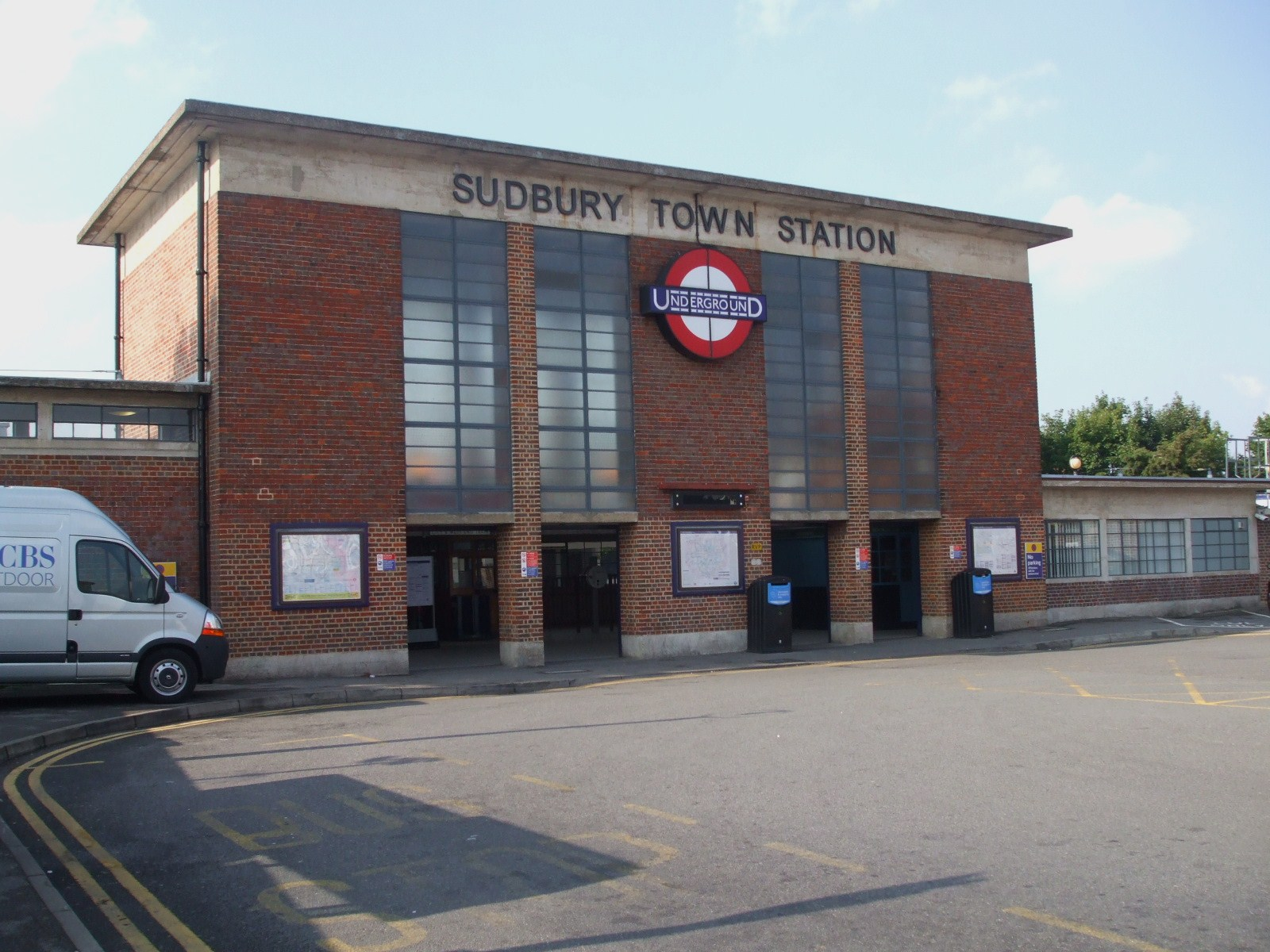
Stationsgebäude

Sudbury Town ist eine oberirdische Station der London Underground im Stadtbezirk London Borough of Brent. Sie liegt in der Travelcard-Tarifzone 4, zwischen dem Station Crescent und dem Orchard Gate. Im Jahr 2013 nutzten 1,98 Millionen Fahrgäste diese von der Piccadilly Line bediente Station. Etwa 350 Meter weiter nördlich befindet sich der Bahnhof Sudbury and Harrow Road der Eisenbahngesellschaft Chiltern Railways.
Die Metropolitan District Railway (MDR, die heutige District Line) eröffnete am 28. Juni 1903 eine neue Strecke von Park Royal & Twyford Abbey nach South Harrow. Der Abschnitt zwischen Ealing Common und Park Royal & Twyford Abbey war fünf Tage zuvor eröffnet worden. Die neue Strecke war - zusammen mit den bereits existierenden Gleisen ab Acton Town - die erste elektrifizierte Unterpflasterbahn der Underground. Am 4. Juli 1932 wurde der Betrieb auf der Strecke zwischen Ealing Common und Rayners Lane an die Piccadilly Line übertragen.
Das Stationsgebäude war ursprünglich ein schlichter Holzbau. Dieser wurde 1930/31 als Vorbereitung auf die Übergabe der Strecke an die Piccadilly Line abgerissen und durch einen Neubau ersetzt. Frank Pick, der Geschäftsführer von London Underground, und der Architekt Charles Holden entwickelten neuartige U-Bahn-Stationen, die Funktionalismus und Art déco vereinten und wegweisend für die britische Architektur der Zwischenkriegszeit waren. Sudbury Town war dabei das erste einer ganzen Reihe von Bauwerke dieser Art. Das am 19. Juli 1931 eingeweihte Gebäude besteht aus einem massiven, über einem flachen Zweckbau aufragenden Block aus roten Ziegelsteinen mit hohen Obergaden, die viel natürliches Tageslicht in die großzügig dimensionierte Schalterhalle eindringen lassen. Seit 1971 steht die Station unter Denkmalschutz (Grade II).